# تارجي هانسن
تارجي هانسن (بالنرويجية البوكمول: Terje Hanssen)‏ هو متسابق بياثل نرويجي، ولد في 20 سبتمبر 1948 في Kabelvåg ‏ في النرويج.

## وصلات خارجية
- تارجي هانسن على موقع أوليمبيديا (الإنجليزية)